# Лагранж, Анна Каролина
Анна Каролина Лагранж (фр. Anna Caroline de Lagrange; 4 июля 1825, Париж — 1905) — французская певица (колоратурное сопрано) и вокальный педагог.
Училась в Париже, затем в Италии у Марко Бордоньи и Франческо Ламперти (по другим сведениям — у Плачидо Манданичи). Дебютировала в 16-летнем возрасте в опере Фридриха фон Флотова «Герцогиня де Гиз». Выступала на всех больших сценах Италии, в 1845 г. дебютировала в Ла Скала, в 1850 г. в Вене исполнила партию Фидес на австрийской премьере «Пророка» Мейербера, в 1853—1854 гг. гастролировала в Санкт-Петербурге, исполняя преимущественно итальянские партии (Беллини, Россини, Доницетти), в 1855—1856 гг. выступала в США (в том числе исполнив главную партию в опере Луиджи Ардити «Шпионка» и партию Виолетты на американской премьере «Травиаты» Верди), в 1859 г. дала 13 спектаклей в Монтевидео. Специально для Лагранж Франц Эркель дописал в 1850 году к опере «Ласло Хуньяди» дополнительную арию Эржебет, получившую название «арии Лагранж».
В 1848 г. в Париже вышла замуж за русского офицера Григория Станковича, близкого к кругу петрашевцев (сохранилось воспоминание о том, как на венецианских гастролях Лагранж Станкович во время овации в честь певицы бросил на сцену «букет с кокардой свободы»). Их дочь Текла де Станкович (1849—1930) вышла замуж за Александру Гику, внука господаря Молдавии Григория IV Гики; правнук Лагранж — выдающийся румынский математик Александру Гика.